# Julius Balkow
Julius Balkow (* 26. August 1909 in Berlin; † 19. Juli 1973 in Ost-Berlin) war ein Widerstandskämpfer gegen den Nationalsozialismus und Minister für Außenhandel und Innerdeutschen Handel der DDR. Von 1963 bis 1973 war er Mitglied des Zentralkomitees der SED.

## Leben
Balkow wurde als Sohn eines Tischlers und einer Maschinenstrickerin geboren. Nach dem Besuch der Volks- und Realschule absolvierte er in den Jahren 1926 bis 1929 eine Ausbildung zum Maschinenschlosser und war dann in diesem Beruf bei der Firma H. F. Eckert Landmaschinen Berlin tätig. Nach einem Abendstudium von 1927 bis 1931 am Technikum Barth in Berlin war er Ingenieur für allgemeinen Maschinenbau. Balkow schloss sich 1926 der Sozialistischen Arbeiterjugend an, wurde 1931 Mitglied der SPD und später der SAP. 
Im Jahr 1933 brach Balkow mit der SAP. Zwischen 1933 und 1937 hatte er Kontakte zur Gruppe Revolutionäre Sozialisten. 1935 wurde er mehrfach von der Gestapo verhört. Ab 1937 war Balkow Ingenieur bei Siemens und arbeitete illegal für die Gruppe um Anton Saefkow (Deckname: Bruno Hoffmann). Am 20. Juli 1944 wurde Balkow von der Gestapo verhaftet und im Dezember vom Volksgerichtshof „wegen Feindbegünstigung und Vorbereitung zum Hochverrat“ zu sieben Jahren Zuchthaus verurteilt. Bis zur Befreiung durch die Rote Armee im April 1945 war er im Zuchthaus Brandenburg inhaftiert.
1945 trat er der KPD bei und wurde mit der Zwangsvereinigung von SPD und KPD 1946 Mitglied der SED. Von Mai bis November 1945 war er Fahrdienstleiter im Bezirksamt Berlin-Prenzlauer Berg, anschließend Bürgermeister und KPD-Instrukteur von Trebbin/Ludwigsfelde. 1946/1947 war er Erster Sekretär der SED-Kreisleitung Teltow und dort Mitglied des Kreistages. Nach dem Studium der Gesellschaftswissenschaften an der Universität Leipzig (1947–1949), das er als Diplomwirtschaftler abschloss, war Balkow ab September 1949 persönlicher Referent beim Leiter der Zentralen Landestechnik und 1950/51 Mitglied der SED-Kreisleitung Berlin-Mitte. Ab Januar 1951 war er Mitarbeiter im Ministerium für Außenhandel und Innerdeutschen Handel, zunächst als Leiter des Hauptreferats China, dann ab 1954 als Leiter der Hauptabteilung Handelspolitik mit den sozialistischen Ländern. 1956 wurde er Stellvertreter des Ministers – zuständig für den Bereich Allgemeiner Maschinenbau – und war schließlich von 1961 bis März 1965 Minister für Außen- und Innerdeutschen Handel. Von März 1965 bis November 1967 fungierte er als Stellvertreter des Vorsitzenden des Ministerrates der DDR. Von 1963 bis zu seinem Tode gehörte er dem Zentralkomitee der SED als Mitglied an. Balkow war auch Vertreter der DDR im Exekutivkomitee des RGW.
Balkow war außerdem in den Jahren 1963 bis 1973 Mitglied der Volkskammer und dort von 1971 bis 1973 stellvertretender Vorsitzender des Ausschusses für Auswärtigen Angelegenheiten.
Ab 1967 war er Vizepräsident der Liga für Völkerfreundschaft und ab 1971 Präsident der Deutsch-Belgischen Gesellschaft in der DDR.

## Auszeichnungen
Balkow wurde mit dem Vaterländischen Verdienstorden in Bronze und Silber, der Verdienstmedaille der DDR, der Medaille für Kämpfer gegen den Faschismus 1933 bis 1945 (1958) und dem Banner der Arbeit (1969) ausgezeichnet.